# K5리그 경북 대구
K5리그 경북 대구(K5 League Gyeongbuk/Daegu)은 K5리그의 경북/대구 권역 대회이다. 권역 최하위는 K6리그 경북 또는 K6리그 대구로 강등되며 우승팀은 K5리그 챔피언십에 진출한다.

## 역사
2015년 12월 대한축구협회는 새로운 아마추어리그를 출범한다고 밝혔다.
2019년 디비전5리그로 창립할 계획이었으나 KFA는 통일성 및 연계성을 추구하고자, 2019년에 기존 디비전6리그와 디비전7리그가 각각 K6리그, K7리그로 개칭하여, 이에 맞추어 디비전5리그도 K5리그로 개칭하였다.

## 역대 우승팀
| 시즌 | 우승팀       | 준우승팀  |
| ---- | ------------ | --------- |
| 2019 | 가람 FC      | 닉스 FC   |
| 2020 | 대구 청솔 FC | 경주 청룡 |

## K5리그 챔피언십 성적
| 시즌 | 출전팀       | 결과          |
| ---- | ------------ | ------------- |
| 2019 | 가람 FC      | 조별리그      |
| 2020 | 대구 청솔 FC | 10강 토너먼트 |